# 이상철 (희극인)
이상철(1972년 3월 21일 ~ )은 대한민국의 희극 배우이다.

## 학력
- 인천외국어고등학교 졸업
- 동아방송예술대학교 방송연예학과 졸업

## 출연작

### 방송
- KBS2 《도전! 지구탐험대》
- SBS 《개그투나잇》
- SBS 《웃찾사》
- EBS1 《모여라 딩동댕》
- KBS2 《슈퍼맨이 돌아왔다》 (특별출연)

### 영화
- 2018년 《번개맨과 신비의 섬》 - 더잘난 역
- 2018년 《번개맨의 비밀》 - 더잘난 / 소방대원 역